# 上海信息技術學校
上海信息技術學校是位於中華人民共和國上海市普陀區真南路1008号的一所中等職業技術學校。占地面積68104平方米，建筑面积50784平方米。學校開設有覆蓋计算机应用、现代制造业、商务流通业和检验检测等领域的14个专业。學校最初名為上海市化学工业学校，建於1959年7月。1990年，更名为上海信息技术学校。

## 外部連結
- 官方网站